# Колосов, Сергей Николаевич
Серге́й Никола́евич Ко́лосов (27 декабря 1921, Москва — 11 февраля 2012, там же) — советский и российский кинорежиссёр, сценарист, педагог. Народный артист СССР (1988). Лауреат Государственной премии РСФСР имени братьев Васильевых (1976) и премии Ленинского комсомола (1968).

## Биография
Сергей Колосов родился 27 декабря 1921 года в Москве в семье актёров Николая Алексеевича Колосова-Маевского и Любови Исидоровны Франк. Родители приехали из Екатеринбурга; отец был русским, мать — «вероисповедания иудейского, сословия мещанского». Жили на Пресне рядом с Горбатым мостом.
В детстве часто бывал в Ленинграде у своего родственника, актёра и драматурга Леонида Макарьева, одного из создателей Ленинградского театра юных зрителей. Колосов регулярно посещал репетиции и спектакли ЛенТЮЗа, Московского ТЮЗа, детские театральные кружки, школьную самодеятельность.
Вскоре увлёкся кино, принимал участие в съёмках фильмов «Окраина» (1933) и «Поколение победителей» (1936) в детских массовках, после чего был взят на учёт в актёрском отделе «Мосфильма». Участвовал в массовке картины «Александр Невский» (1938).
В 1939 году окончил среднюю школу-десятилетку (ныне школа № 69 им. Булата Окуджавы) и был призван в ряды Красной армии. Окончил офицерское училище. Участвовал в Финской кампании 1939 года и Великой Отечественной войне, был ранен. Член ВКП(б) с 1945 года. Летом 1946 года демобилизовался в звании старшего лейтенанта.
В 1948—1951 годы параллельно с учёбой в ГИТИСе работал ассистентом режиссёра в Центральном театре Советской армии. В 1952 году его дипломный спектакль «Наследники» по пьесе Сергея Львова вошёл в репертуар театра. Своим главным учителем считал театрального реформатора Алексея Попова.
С 1952 по 1955 годы работал режиссёром Московского театра Сатиры. В 1955 году перешёл на работу на киностудию «Мосфильм» и в 1959 году дебютировал в кинематографе фильмом «Солдатское сердце».
В 1960 году участвовал в организации на «Мосфильме» первого в стране творческого объединения телевизионных фильмов в системе кинопроизводства. В 1965 году стал художественным руководителем творческого объединения «Телефильм».
В 1963 году создал радиоспектакль «Вызываем огонь на себя» по одноимённой повести Овидия Горчакова и Януша Пшимановского. Его главной героиней была реально существовавшая партизанка Анна Морозова. На волне успеха спектакля Колосов экранизировал повесть; главную роль исполнила жена Колосова — Людмила Касаткина. «Вызываем огонь на себя» (1964) стал первым советским многосерийным телефильмом. После трансляции картины по предложению ветеранов и общественных организаций Анне Морозовой было посмертно присвоено звание Героя Советского Союза.
Всего режиссёром было поставлено 15 телевизионных фильмов и 3 картины для кинотеатров. В 1972 году впервые осуществил постановку игрового телефильма совместно с западным государством — советско-финский «Свеаборг».
С 1962 года был членом Союза кинематографистов СССР, в 1965—1971 годах — членом ревизионной комиссии, а в 1971—1991 годах — членом правления СК СССР. В 1965 году был назначен Председателем Всесоюзной Комиссии телевидения Союза кинематографистов СССР и в течение одиннадцати лет возглавлял работу по формированию общественно-творческой жизни телевизионных кинематографистов страны. Член Союза театральных деятелей РФ (1952) и правления киноконцерна «Мосфильм» (1988).
В 1968—1969 годах читал курс лекций «Режиссура телевидения» на Высших курсах сценаристов и режиссёров. В конце 1970-х годов преподавал на кафедре телевидения и радиовещания факультета журналистики МГУ. С 1979 по 1993 год совместно с Касаткиной был художественным руководителем творческой мастерской актёрского факультета ГИТИСа (профессор с 1988 года).
В 1999 году впервые в истории кинематографа осуществил постановку виртуального телефильма «Судья в ловушке» по пьесе Генри Филдинга, снятого в виртуальной студии на компьютерных фонах, воссоздающих натуру и интерьеры.
Автор книги «Документальность легенды», «Судьба на двоих. Воспоминания в диалогах» и девяти киносценариев.

Сергей Николаевич Колосов скончался на 91-м году жизни от инсульта 11 февраля 2012 года в Москве, а спустя 11 дней умерла его вдова Людмила Касаткина. Похоронен 15 февраля 2012 года на Новодевичьем кладбище.

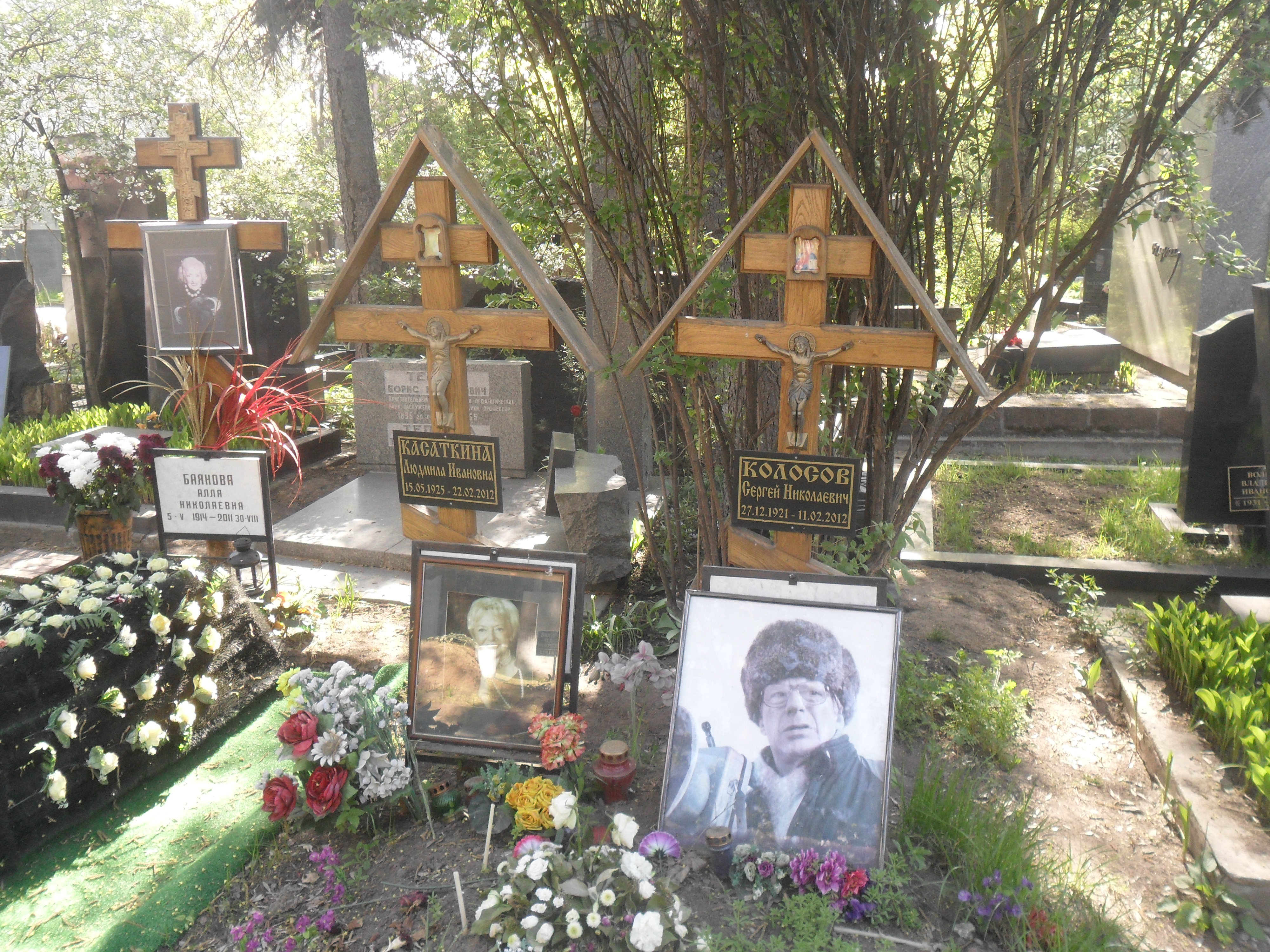
Могила Людмилы Касаткиной и Сергея Колосова на Новодевичьем кладбище Москвы

### Семья
- Отец — Николай Алексеевич Колосов-Маевский (1893—1961), в молодости актёр драмы, с 1922 года — издательский работник[3].
- Мать — Любовь Исидоровна Франк-Колосова (1893—1953), в молодости была актрисой, затем работала переводчицей во Всесоюзном обществе культурной связи с заграницей[2].
- Дядя (муж Веры Исидировны, сестры матери) — Евгений Сергеевич Каратыгин (1872—1930), учёный, редактор, член Совета комитетов по холодильному делу и борьбе с фальсификацией пищевых продуктов. Арестован и расстрелян в 1930 году. Его семья была сослана в Йошкар-Олу[3].
- Супруга — Людмила Ивановна Касаткина (1925—2012), актриса театра и кино, народная артистка СССР (1975)[1].
- Сын — Алексей Сергеевич Колосов (род. 1958), джазовый композитор и музыкант-исполнитель, историк и теоретик джазовой музыки[14].
- Внучки: Людмила (род. 1984), Анна (род. 2001)[14].

## Творчество

### Постановки в театре
- 1952 — «Наследники» по пьесе С. Л. Львова (ЦТСА)
- 1954 — «Судья в ловушке» Г. Филдинга (МАТС)

### Кинорежиссёр
- 1957 — Большое сердце (фильм-спектакль)
- 1958 — Солдатское сердце
- 1960 — Особенная монета (короткометражный)
- 1961 — Укрощение строптивой
- 1962 — Кубинская новелла (короткометражный)
- 1964 — Вызываем огонь на себя
- 1966 — Душечка
- 1967 — Операция «Трест»
- 1967 — Северо-западнее Берлина (телеспектакль)
- 1972 — Свеаборг
- 1974 — Помни имя своё
- 1977 — Диалог
- 1980 — Назначение
- 1982 — Мать Мария
- 1985 — Дороги Анны Фирлинг
- 1988 — Радости земные
- 1992 — Раскол
- 1995 — Исповеди. Дневник профессора Готье (документальный)
- 1998 — Судья в ловушке
- 2002 — Маска и душа (совм. с А. С. Колосовым)
- 2006 — Потерянные в раю

### Сценарист
- 1961 — Укрощение строптивой
- 1964 — Вызываем огонь на себя (совм. с О. А. Горчаковым, Я. Пшимановским)
- 1966 — Душечка
- 1972 — Свеаборг (совм. с П. Ринтала)
- 1974 — Помни имя своё (совм. с Я. Красиньским и Э. Брыллем)
- 1977 — Диалог (совм. с М. Р. Громовым и И. А. Менджерицким)
- 1982 — Мать Мария
- 1985 — Дороги Анны Фирлинг
- 1988 — Радости земные (совм. с И. А. Герасимовым и А. С. Гороховым)
- 1992 — Раскол
- 1995 — Исповеди. Дневник профессора Готье (документальный) (совм. с В. В. Потейкиным)
- 1998 — Судья в ловушке
- 2002 — Маска и душа
- 2006 — Потерянные в раю

## Награды, звания и премии
- Орден Отечественной войны I степени (15 июня 1945 года) — за образцовое выполнение боевых заданий командования на фронте борьбы с немецко-фашистскими захватчиками и проявленные при этом мужество и героизм Серебряный крест «Братство по оружию» (1945, Польша)

- ВТФ в Киеве (1966, Большой приз, фильм «Вызываем огонь на себя»)

- Премия «Серебряный лавровый лист» телевидения ГДР — «За лучшую телевизионную программу года» (1966)

- Премия Ленинского комсомола (1968) — за телесериал «Вызываем огонь на себя»

- Заслуженный деятель искусств РСФСР (29 сентября 1969 года) — за заслуги в области советской кинематографии[15]
- ВТФ в Ленинграде (1969, Большой приз, фильм «Операция „Трест“») Орден «Знак Почёта» (1971)

- ВКФ в Кишинёве (1975, Главный приз, фильм «Помни имя своё»)

- Заслуженный деятель культуры ПНР (1976)

- Государственная премия РСФСР имени братьев Васильевых (23 декабря 1976 года) — за художественный фильм «Помни имя свое» производства киностудии «Мосфильм» и творческого объединения «Иллюзион» (Польша)[16]

- Нагрудный знак «За заслуги перед польской культурой» (1976)

- Народный артист РСФСР (7 января 1977 года) — за заслуги в области советского киноискусства[17]

- Орден Трудового Красного Знамени (1986) Народный артист СССР (28 ноября 1988 года)

- Национальная телевизионная премия «ТЭФИ» (1996) — за личный вклад в развитие российского ТВ

- Орден «За заслуги перед Отечеством» III степени (25 декабря 1996 года) — за заслуги перед государством и выдающийся вклад в развитие киноискусства[18]

- Орден преподобного Сергия Радонежского III степени (РПЦ, 2001)

- Благодарность Президента Российской Федерации (14 января 2002 года) — за большой вклад в развитие отечественного киноискусства[19]

- Орден «За заслуги перед Отечеством» II степени (1 декабря 2007 года) — за выдающийся вклад в развитие отечественного кинематографа и многолетнюю творческую деятельность[20]

- Почётная грамота Президента Российской Федерации (16 ноября 2011 года) — за большие заслуги в развитии отечественного телерадиовещания и многолетнюю плодотворную деятельность[21]
- Медаль «За победу над Германией в Великой Отечественной войне 1941—1945 гг.»
- Юбилейная медаль «Двадцать лет Победы в Великой Отечественной войне 1941—1945 гг.»
- Юбилейная медаль «Тридцать лет Победы в Великой Отечественной войне 1941—1945 гг.»
- Юбилейная медаль «Сорок лет Победы в Великой Отечественной войне 1941—1945 гг.»
- Юбилейная медаль «50 лет Победы в Великой Отечественной войне 1941—1945 гг.»
- Юбилейная медаль «60 лет Победы в Великой Отечественной войне 1941—1945 гг.»
- Медаль Жукова
- Медаль «В память 850-летия Москвы»
- Медаль «Ветеран труда»
- Юбилейная медаль «50 лет Вооружённых Сил СССР»
- Юбилейная медаль «60 лет Вооружённых Сил СССР»
- Юбилейная медаль «70 лет Вооружённых Сил СССР»
- Медаль «В память 800-летия Москвы»
- Золотая медаль Фонда И. Архиповой — за телефильм «Маска и душа»
- Академик Академии российского телевидения (1995)
- Академик Российской академии кинематографических искусств «Ника» (1984)
- Академик Национальной академии кинематографических искусств и наук России  (2002).